# Rouské
Rouské település Csehországban, Přerovi járásban. Rouské Kelč, Horní Těšice, Všechovice, Malhotice és Provodovice településekkel határos. Lakosainak száma 272 fő (2024. január 1.).

## Népesség
A település lakosságának változását az alábbi diagram mutatja:
| Lakosok száma | 316  | 353  | 366  | 306  | 265  | 240  | 251  | 257  | 263  | 272  |
|               | 1869 | 1900 | 1921 | 1961 | 1980 | 2011 | 2016 | 2019 | 2021 | 2024 |